# بابک رضی
بابک رضی (انگلیسی: Babak Razi؛ زاده ۲ ژوئن ۱۹۸۱) یک بازیکن و مربی فوتبال اهل ایران است.